# Riccardo Alberto Villa
Riccardo Alberto Villa (Monza, 17 maggio 1919 – ...) è stato un calciatore italiano, di ruolo mediano.

## Carriera
Cresciuto nel Monza, esordì con i brianzoli il 28 marzo 1937 nella partita Reggiana-Monza (1-0). Giocò in Serie A all'inizio ed al termine della carriera, rispettivamente con Milan e Como, ha esordito in Serie A a Modena il 28 maggio 1939 nella partita Modena-Milan (2-2). Ha giocato in Serie B con il Padova, la Pro Patria, con il Casale e con il Como.

## Statistiche

### Presenze e reti nei club
| Stagione        | Squadra         | Campionato      | Campionato | Campionato | Coppe nazionali | Coppe nazionali | Coppe nazionali | Coppe continentali | Coppe continentali | Coppe continentali | Altre coppe | Altre coppe | Altre coppe | Totale | Totale |
| Stagione        | Squadra         | Comp            | Pres       | Reti       | Comp            | Pres            | Reti            | Comp               | Pres               | Reti               | Comp        | Pres        | Reti        | Pres   | Reti   |
| --------------- | --------------- | --------------- | ---------- | ---------- | --------------- | --------------- | --------------- | ------------------ | ------------------ | ------------------ | ----------- | ----------- | ----------- | ------ | ------ |
| 1937-1938       | Milan           | A               | 0          | 0          | CI              | 0               | 0               | CEC                | 0                  | 0                  | -           | -           | -           | 0      | 0      |
| 1938-1939       | Milan           | A               | 1          | 0          | CI              | 0               | 0               | -                  | -                  | -                  | -           | -           | -           | 1      | 0      |
| 1939-1940       | Milan           | A               | 8          | 0          | CI              | 0               | 0               | -                  | -                  | -                  | -           | -           | -           | 8      | 0      |
| Totale Milan    | Totale Milan    | Totale Milan    | 9          | 0          |                 | 0               | 0               |                    | 0                  | 0                  |             |             |             | 9      | 0      |
| 1940-1941       | Padova          | B               | 23         | 0          | CI              | ?               | ?               | -                  | -                  | -                  | -           | -           | -           | 23+    | 0+     |
| 1941-1942       | Padova          | B               | 20         | 0          | CI              | ?               | ?               | -                  | -                  | -                  | -           | -           | -           | 19+    | 0+     |
| Totale Padova   | Totale Padova   | Totale Padova   | 43         | 0          |                 | ?               | ?               |                    | 0                  | 0                  |             |             |             | 43+    | 0+     |
| 1942-1943       | Pro Patria      | B               | 24         | 1          | CI              | ?               | ?               | -                  | -                  | -                  | -           | -           | -           | 24+    | 1+     |
| 1944-1945       | Varese          | AI              | 20         | 0          | -               | -               | -               | -                  | -                  | -                  | -           | -           | -           | 20     | 0      |
| 1945-1946       | Casale          | B-C             | 16         | 0          | -               | -               | -               | -                  | -                  | -                  | -           | -           | -           | 16     | 0      |
| 1946-1947       | Como            | B               | 36         | 1          | -               | -               | -               | -                  | -                  | -                  | -           | -           | -           | 36     | 1      |
| 1947-1948       | Como            | B               | 27         | 4          | -               | -               | -               | -                  | -                  | -                  | -           | -           | -           | 27     | 4      |
| 1948-1949       | Como            | B               | 38         | 1          | -               | -               | -               | -                  | -                  | -                  | -           | -           | -           | 38     | 1      |
| 1949-1950       | Como            | A               | 3          | 0          | -               | -               | -               | -                  | -                  | -                  | -           | -           | -           | 3      | 0      |
| Totale Como     | Totale Como     | Totale Como     | 104        | 6          |                 |                 |                 |                    |                    |                    |             |             |             | 104    | 6      |
| Totale carriera | Totale carriera | Totale carriera | 216        | 7          |                 | ?               | ?               |                    | 0                  | 0                  |             |             |             | 216+   | 7+     |

## Palmarès

### Club

#### Competizioni nazionali
- Serie B: 1

Como: 1948-1949